# 八月は夜のバッティングセンターで。
『八月は夜のバッティングセンターで。』（はちがつはよるのバッティングセンターで）は、2021年7月8日から9月9日までテレビ東京系深夜ドラマ枠「水ドラ25」で毎週木曜 1時10分 - 1時40分（水曜深夜）に放送されたテレビドラマ。主演は本作品がドラマ初主演となる関水渚と仲村トオル。
女子高生・夏葉舞が夏休みの間アルバイトをする都内のバッティングセンターを舞台に、「ライフ・イズ・ベースボール」を合言葉に、元プロ野球選手の伊藤智弘が毎回バッティングセンターを訪れる悩める女性たちを、野球論で例えた独自の人生論で解決へと導いていくベースボール・ヒューマンドラマ。
各話に「野球レジェンド」と呼ばれる往年のプロ野球選手たちが登場し、エンディングロールの最後に「このドラマはフィクションです。ただし、レジェンド選手は実在します。」との注釈が付く。

## 製作・企画
2021年4月、スマートフォンゲームアプリ『八月のシンデレラナイン』を展開する株式会社アカツキと同局がタッグを組み、同アプリを題材とするオリジナルテレビドラマを製作することが発表され、同年5月18日に詳細が発表された。

## あらすじ
高校2年生の夏葉舞は夏休みの間だけ、とある理由から伯父の経営する「夏葉バッティングセンター」でアルバイトをすることに。そこに毎晩、「バッティングを見るだけで、人の悩み事が分かる」と豪語する謎の男、伊藤智弘が現れる。
伊藤が「ライフ・イズ・ベースボール」という言葉を発しボールを空中に投げると、不思議な力で舞たちと共に野球場へ瞬間移動し、伊藤が野球で例えた独自の人生論を野球レジェンドが登場して再現、バッティングセンターにやってくる女性たちの悩みを次々と解決に導いていく。
夏葉もまた、1年生の夏休みに練習試合中のデッドボールでチームメイトの未希の右手を骨折させた負い目から、野球と距離を置くようになった悩める野球少女であったが、伊藤の野球を通した人生論により、野球を捨てることができないと思い直し、勇気を出して未希と再会、野球部への復帰を決意する。
舞が野球部に復帰したのを見届けた伊藤は「Life is Baseball 臆せず前へ」と書かれた硬球を舞に残し、別のバッティングセンターへと渡り歩く。そしてそこでもまた、やってくる悩める女性を野球で例えた人生論で解決に導くのであった。

## キャスト

### 主要人物
夏葉舞（なつは まい）〈17〉
演 - 関水渚
明里高校2年生。夏休みの期間だけ伯父が営む「夏葉バッティングセンター」でアルバイトをする。
性格は勝気だが不器用。伊藤のことを「おっさん」と呼びタメ口で話しかける。
1年生の夏休み、野球部の練習試合で対戦したチームメイトの未希にデッドボールを投じて右手を骨折させ長期離脱させた負い目と、自身もイップスに陥ったことで部活に行けなくなっていたが、伊藤の助けで立ち直り野球部に復帰する。
伊藤智弘（いとう ともひろ）〈47〉
演 - 仲村トオル
「夏葉バッティングセンター」で毎晩のようにお客さんのスイングを眺めている。記録にも記憶にも残らなかった元プロ野球選手。
親友の幹也の依頼でバッティングセンターを訪れ、そこにやって来る悩める女性たちを「野球論」で解決に導く。
夏葉幹也（なつは みきや）
演 - 岡田圭右（一回・九回）
舞の伯父。「夏葉バッティングセンター」を営んでいる。嫁の父親が入院することになり、看病のため舞と伊藤に夏休みの間だけバッティングセンターの運営を任せる。
伊藤とは大学時代に野球部でバッテリーを組んでいた間柄で、野球と距離を置くようになった姪っ子の舞を心配し、舞の悩みを解決させる目的もあり、伊藤を招聘していた。
夏葉美智子（なつは みちこ）
演 - 藤田朋子（一回・三回・五回）
舞の母。野球少女であった舞が、野球と距離を置くようになってしまったことを心配している。

### 明里高校 女子硬式野球部
舞が所属する野球部。舞が1年生の時に全国大会の準々決勝まで勝ち進んでいる（読み：あけりこうこう じょしこうしきやきゅうぶ）。
秋本未希（あきもと みき）
演 - 池田朱那（三回 - 六回・八回・九回）
舞と同級生のチームメイト。1年生の夏休み、練習試合でピッチャーの舞と対戦した際、デッドボールで右手を骨折してしまい、長期離脱を強いられる。しかし、負い目から野球部に来なくなってしまった舞に戻ってきてもらうため、まず自分が野球部に復帰しなければいけないとリハビリに励んでいた。
春菜（はるな）
演 - 田久保夏鈴（三回・六回・八回・九回）
舞と同級生のチームメイト。未希を負傷させた負い目で野球部に来なくなった舞を心配し、バッティングセンターを訪れるなどして舞に野球部への復帰を促す。

### ゲスト
太字は各回のメインゲストと野球レジェンド

#### 一回
- 坂本ゆりこ（評価されないことに疲弊する化粧品会社の中間管理職） - 木南晴夏[7]（九回）[注 3]
- 近藤茜（坂本の同僚） - 奥山かずさ
- 武田海斗（坂本の後輩） - 坪根悠仁
- 苅部耕平（坂本の上司） - 福澤重文
- 後輩1（坂本の後輩） - 竹田由美香
- 後輩2（坂本の後輩） - 竹内ももこ
- 屈強なバッター - 北代高士
- ウグイス嬢 - 池谷実悠（六回・八回・九回）
- 岡島秀樹（野球レジェンド・評価に囚われず寡黙に役割を果たす中継ぎ投手）- 岡島秀樹（本人役）[8]

#### 二回
- 天野佳苗（交際を申し込みフラれることを恐れる広告代理店勤務の中堅社員） - 堀田茜[7]（一回・九回）[注 3]
- 小山田敬（天野の先輩） - 照井健仁
- 渡辺環奈（天野の同僚） - 斉藤千穂
- 佐川夏美（天野の先輩） - 福田ユミ
- 高松エリー（モデル） - 瑛茉ジャスミン
- 青沢陽太（CMディレクター） - 朝井大智
- マネージャー（エリーのマネージャー） - 鬼頭真也
- 吉田（芸能事務所役員） - 柳谷斉
- 中島（バツイチの経営者） - 吉野斗規
- 井上（若手の出世頭） - 松田俊平
- 敵選手1 - 河西剛徳
- 敵選手2 - 小原卓也
- 天野の母 - 上田ゆうこ（声の出演）
- 審判 - 黒澤吉彦
- 山﨑武司（野球レジェンド・三振を恐れないバッター）- 山﨑武司（本人役）[9]

#### 三回
- 今井果林（下積み修行を軽視し上級者のマネをしようとする和食職人見習い） - 武田玲奈[7]（九回）[注 3]
- 横山（果林の親方） - 小野塚老
- 長谷川（果林の先輩） - 守谷周徒
- お客さん - トクサン
- ノッカー - 加藤次郎
- ファースト - 菊富功一
- 川﨑宗則（野球レジェンド・毎日の積み重ねに全力で取り組む遊撃手）- 川﨑宗則（本人役）[10][注 4]

#### 四回
- 高橋菜々子（相手に嫌われることを恐れ強気に出れない都内百貨店のコスメ販売店員） - 深川麻衣[7]（九回）[注 3]
- 宮本保（浮気している菜々子の交際相手） - 根岸拓哉
- 茂樹（菜々子の昔の交際相手） - 宮澤佑
- 後輩（菜々子のコスメ販売店の後輩） - 森谷菜緒子
- 配達員（菜々子にお寿司を配達したフードデリバリー） - 伊藤悌智
- 菜々子の友人 - 成瀬美希
- エレナ（菜々子から茂樹を略奪した女性） - 武イリヤ
- 五十嵐亮太（野球レジェンド・強気にインコースを攻めるリリーフ投手）- 五十嵐亮太（本人役）[11]

#### 五回
- 寺本沙織（夫・雅也の脱サラと息子の教育方針の違いに悩む主婦） - 佐藤仁美[7]（九回）[注 3]
- 寺本雅也（沙織の夫） - 与座よしあき
- 寺本優斗（両親の不仲を自分のせいだと心を痛める沙織と雅也の息子） - 中村羽叶
- 里崎智也（野球レジェンド・チームの勝利のため長い目で投手と向き合う捕手（女房役）） - 里崎智也（本人役）[12]

#### 六回
- 元山陽子〈22〉（事業譲渡の件で周囲が見えなくなったIT企業「ヴァジーレ」社長） - 山下リオ[7]（九回）[注 3]
- 木澤太一郎（大学時代「ヴァジーレ」を陽子と起業した仲間） - 奥村秀人
- 矢野秀美（大学時代「ヴァジーレ」を陽子と起業した仲間）  - 下垣真香
- 川野壮馬（大学時代「ヴァジーレ」を陽子と起業した仲間）  - 諒太郎
- ドン・ソンヨル（事業譲渡の交渉相手「ハードバンク」の社長） - 滝裕二郎
- フリオ・スレーダ（「ハードバンク」のファンドマネージャー） - ポップ
- コンサルタント（陽子と事業譲渡の件で電話するコンサル） - 砂川禎一郎（声の出演）
- 吉見一起（野球レジェンド・周囲の仲間を信じるポーカーフェイスの投手） - 吉見一起（本人役）[13]

#### 七回
- 武田尚美（応談社の人気雑誌「Week Ender」の元エース編集者） - 板谷由夏[7]（九回）[注 3]
- 松岡玲子（「Week Ender」の現在のエース編集者・尚美の後輩） - 木月あかり
- 石川（応談社の編集員・尚美の後輩） - 梅田彩佳
- 寺島（応談社の編集員・尚美の後輩） - 森一弥
- ウグイス嬢 - 森香澄
- 長島透子（「Week Ender」の15年前の編集長） - 安澤千草
- 村中和夫（「Week Ender」の現在の編集長） - 中野剛
- 山本昌（野球レジェンド・引き際を悟り自身の新たな役割を見つけた投手） - 山本昌（本人役）[14]

#### 八回
- 神崎ヒナ（チームを牽引する重圧から逃れる国民的アイドルグループ「27」[注 5]の新センター） - 山﨑夢羽（BEYOOOOONDS）[7]（九回）[注 3]
- 森田哲矢（夏葉バッティングセンターで撮影されたロケ番組の進行役） - 森田哲矢（本人役）
- みなみかわ（ロケ番組に出演したお笑い芸人） - みなみかわ（本人役）
- 監督（明里高校女子硬式野球部監督） - 増田修一朗（九回）
- マネージャー（神崎ヒナのマネージャー） - 野川慧
- ディレクター（ロケ番組のディレクター） - 宮田幸輝
- 古田敦也（野球レジェンド・チームの勝利への貢献を第一に考える捕手兼任監督） - 古田敦也（本人役）[15]

#### 九回
- 悩める女性（伊藤が渡り歩いたバッティングセンターに現れた女性） - 齋藤里菜
- 上原浩治（野球レジェンド） - 上原浩治（本人役）[16]

## スタッフ
- 原案 - 八月のシンデレラナイン（アカツキ）
- 監督 - 原廣利、志真健太郎、原田健太郎
- 脚本 - 山田能龍、矢島弘一
- 音楽 - 岩本裕司
- 主題歌 - クリープハイプ（ユニバーサルシグマ）[17]
  - オープニング：「しょうもな」
  - エンディング：「こんなに悲しいのに腹が鳴る」
- 野球技術指導 - 的場寛壱
- 企画・プロデュース - 畑中翔太
- プロデューサー - 寺原洋平（テレビ東京）、漆間宏一（テレビ東京）、山田久人（BABEL LABEL）、山口修平（アカツキ）、後藤ヨシアキ（アカツキ）
- 制作 - テレビ東京、BABEL LABEL
- 製作著作 - 『八月は夜のバッティングセンターで。』製作委員会

## 放送日程
| 各話           | 放送日  | サブタイトル             | 脚本     | 監督       |
| -------------- | ------- | ------------------------ | -------- | ---------- |
| 一回           | 7月08日 | ホールドポイント         | 山田能龍 | 原廣利     |
| 二回           | 7月15日 | “見る”オンナ             | 山田能龍 | 原廣利     |
| 三回           | 7月22日 | 千本ノック               | 山田能龍 | 志真健太郎 |
| 四回           | 7月29日 | インコース               | 矢島弘一 | 原廣利     |
| 五回           | 8月12日 | バッテリー               | 山田能龍 | 志真健太郎 |
| 六回           | 8月19日 | 勝負                     | 矢島弘一 | 原田健太郎 |
| 七回           | 8月26日 | 引き際                   | 矢島弘一 | 原田健太郎 |
| 八回           | 9月02日 | チームリーダー           | 山田能龍 | 原廣利     |
| 九回（最終回） | 9月09日 | ライフ イズ ベースボール | 山田能龍 | 原廣利     |

- 7月22日・29日は前夜放送の『追跡LIVE! Sports ウォッチャー』の放送時間拡大（23:55 - 翌0:10）により10分繰り下げ（1:20 - 1:50）。
- 8月5日は『東京五輪プレミアム』（23:00 - 翌2:00）を放送のため放送休止。

## 放送局
| 放送期間                   | 放送日時                     | 放送局       | 対象地域       | 備考   |
| -------------------------- | ---------------------------- | ------------ | -------------- | ------ |
| 2021年07月08日 - 09月09日0 | 木曜 1:10 - 1:40（水曜深夜） | テレビ東京   | 関東広域圏     | 製作局 |
| 2021年07月08日 - 09月09日0 | 木曜 1:10 - 1:40（水曜深夜） | テレビ北海道 | 北海道         |        |
| 2021年07月08日 - 09月09日0 | 木曜 1:10 - 1:40（水曜深夜） | テレビ愛知   | 愛知県         |        |
| 2021年07月08日 - 09月09日0 | 木曜 1:10 - 1:40（水曜深夜） | テレビ大阪   | 大阪府         |        |
| 2021年07月08日 - 09月09日0 | 木曜 1:10 - 1:40（水曜深夜） | TVQ九州放送  | 福岡県         |        |
| 2021年08月25日 - 10月20日  | 水曜 1:03 - 1:33（火曜深夜） | 山陰放送     | 鳥取県・島根県 | TBS系  |